# Lev Vygotskij
Lev Semjonovič Vygotskij, rusky Лев Семёнович Вы́готский, rodným jménem Lev Simchovič Vygodskij, rusky Лев Симхович Выгодский (17. listopadu 1896, Orša – 11. června 1934, Moskva) byl sovětský psycholog židovské národnosti narozený na území dnešního Běloruska. Byl nejuznávanějším sovětským psychologem v západním světě, zakladatelem tzv. kulturně-historické psychologie (někdy též zvané Vygotského škola). Byl 83. nejcitovanějším psychologem ve 20. století.
Zpočátku se zajímal především o umění a byl ovlivněn ruským formalismem. I v jeho pozdějších psychologických pracích je vliv formalismu znát, především důrazem na roli znaků, jazyka a kultury při formování vědomí a myšlení, a to především ve vrcholné studii Myšlení a řeč (Мышление и речь). Jeho přístup byl v sovětském kontextu zvláštní tím, že nevolal po marxistické psychologii založené přímo na Marxových koncepcích, ale spíše po psychologii, která by měla "marxistického ducha", což mu otevřelo možnost nechat se ovlivnit širokým polem osobností (mj. gestalt psychologie, Alfred Adler, Jean Piaget, Wolfgang Köhler ad.) a rozvinout osobitou teorii. Známé je jeho rozlišení vyšších a nižších psychických funkcí (které však v pozdějších fázích své tvorby spíše opustil). Jeho vlivným konceptem je též tzv. zóna nejbližšího vývoje, který odvodil ze studia dětského kognitivního vývoje. Zvláštní pozornost věnoval též psychologii hry. Vytvořil i skupinu svých následovníků, tzv. Vygotského kroužek, k jeho nejdůležitějším žákům patřili Alexandr Romanovič Lurija či Alexej Leonťjev. Řada jeho prací zůstala nepublikována. Zemřel v 37 letech na tuberkulózu.

### České překlady
- Psychologie umění. Přeložil L. Zadražil. 1. vyd. Praha : Odeon, 1968. 522 s.
- Myšlení a řeč. Přeložil J. Průcha. 1. vyd. Praha : SPN, 1970. 295 s.
- Vývoj vyšších psychických funkcí. Přeložil J. Průcha a M. Sedláková. 1. vyd. Praha : SPN, 1976. 363 s.
- Psychologie myšlení a řeči. Výbor z díla, uspořádal J. Průcha. 1. vyd. Praha : Portál, 2004. 135 s. ISBN 80-7178-943-7